# Cerithium gemmatum
Cerithium gemmatum är en snäckart som beskrevs av Hinds 1844. Cerithium gemmatum ingår i släktet Cerithium och familjen Cerithiidae. Inga underarter finns listade i Catalogue of Life.